# 김일성 대원수 만만세
《김일성 대원수 만만세》(金日成 大元帥 萬萬歲)는 조선민주주의인민공화국의 노래로 김일성(金日成)을 찬양하는 노래 가운데 하나이다. 리종오가 작곡하고 황진영이 작사했다.
1992년 김일성이 조선민주주의인민공화국의 대원수 칭호를 받으면서 공개되었다. 1990년대에 GP에서 근무하던 사람들에게 휴전선 너머에서 많이 들렸다고 한다.